# 比拉什基 (塔利諾耶區)
48°50′27″N 30°38′40″E / 48.84083°N 30.64444°E

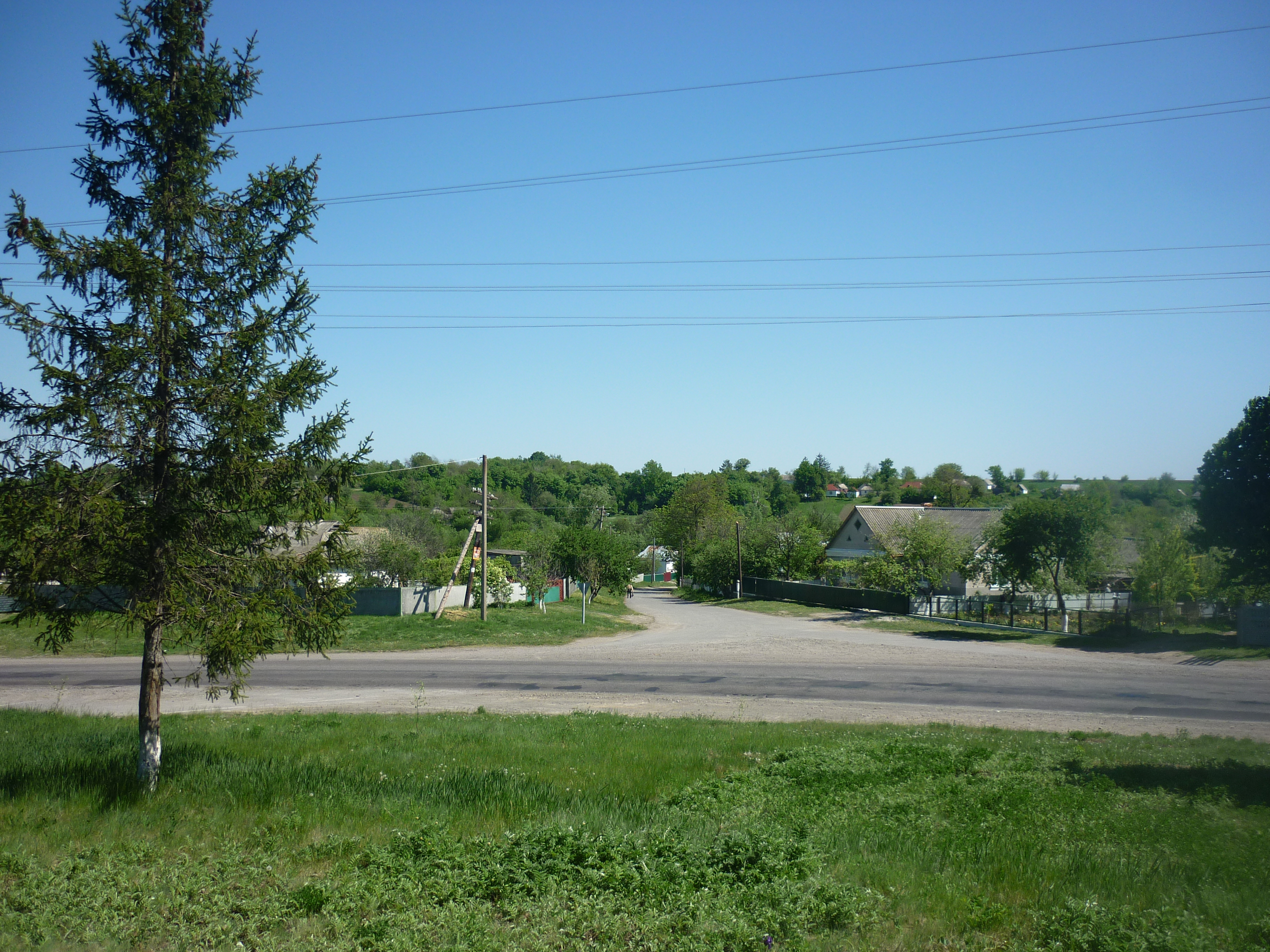

比拉什基（烏克蘭語：Білашки）是位於烏克蘭中部的村莊，由切爾卡瑟州裡茲韋尼霍羅德卡區的塔利內市鎮負責管轄。該村始建於1649年，面積3.14平方公里，海拔高度158米，2007年人口785，人口密度每平方公里250.2人。